# Füllhorn

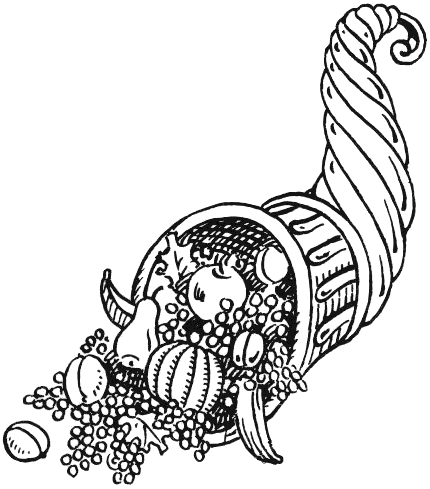
Schwarz-Weiß-Zeichnung eines Füllhorns mit Früchten

Das Füllhorn oder lateinisch Cornucopia (altgriechisch κέρας Ἀμαλθείας keras Amaltheias „Horn der Amaltheia“, lateinisch cornu copiae „Horn der Fülle“) ist ein mythologisches Symbol des Glückes. Es ist mit Blumen und Früchten gefüllt und steht für Fruchtbarkeit, Freigebigkeit, Reichtum und Überfluss.
Das Füllhorn ist ein  trichter- oder tütenförmiger Flechtkorb, der vor allem zur Weinlese Verwendung gefunden haben dürfte. In der griechischen Mythologie gehörte das Füllhorn zuerst zu der mythischen Ziege Amaltheia, die damit Zeus aufzog, wird dann aber auch von den Gottheiten der Erde Gaia, des Friedens Eirene, des Schicksals Tyche (Fortuna) und des Reichtums Plutos verwendet. Von den alttestamentlichen Figuren ist es dann vor allem der Prophet Joel, der mit einem Füllhorn gezeigt wird.
In der Darstellung der vier Jahreszeiten wird das Füllhorn vor allem der Erntezeit Herbst zugeordnet. Das Füllhorn kann aber auch, wie bei der Darstellung der römischen Flora, mit dem Frühling in Verbindung gebracht werden, weicht hier in neuzeitlichen Darstellungen aber dem Blumengebinde, wie bei Giuseppe Arcimboldos Flora (Ende 16. Jh.), Rembrandts Saskia als Flora (1634) und auch noch Louis-Marin Bonnets Tête de Flore (1769) oder der Countess Kaganek (1782) von Élisabeth Vigée-Lebrun. Schon Tizians Flora (um 1515) hält jedoch nur wenige Knospen in den Händen.

Bildliche Darstellungen
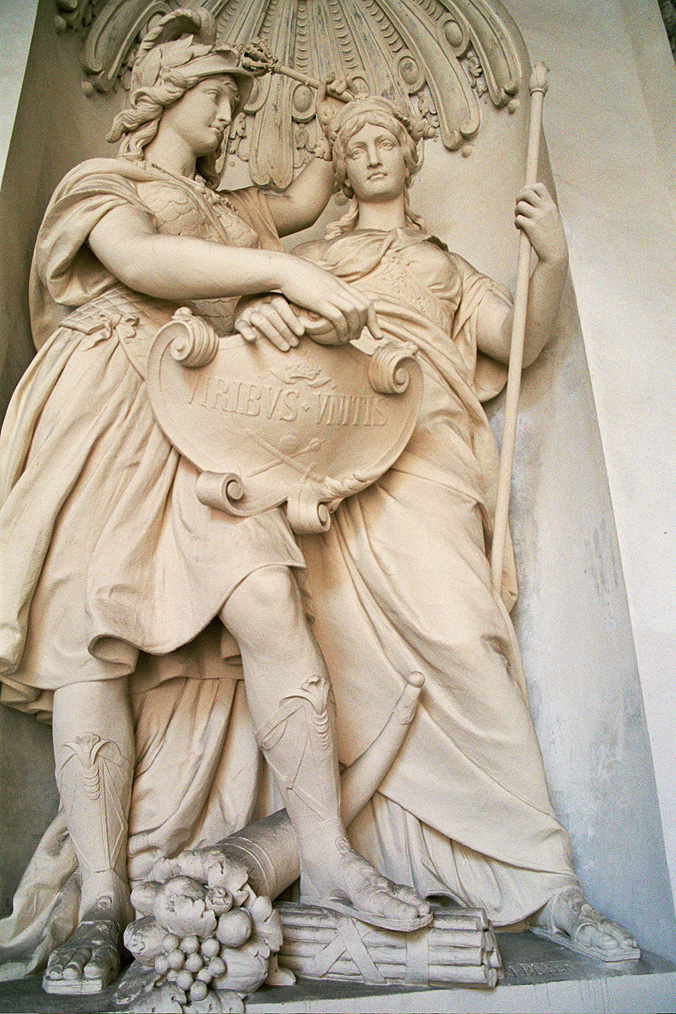
Füllhorn zu Füßen allegorischer Frauenfiguren (Wiener Hofburg)
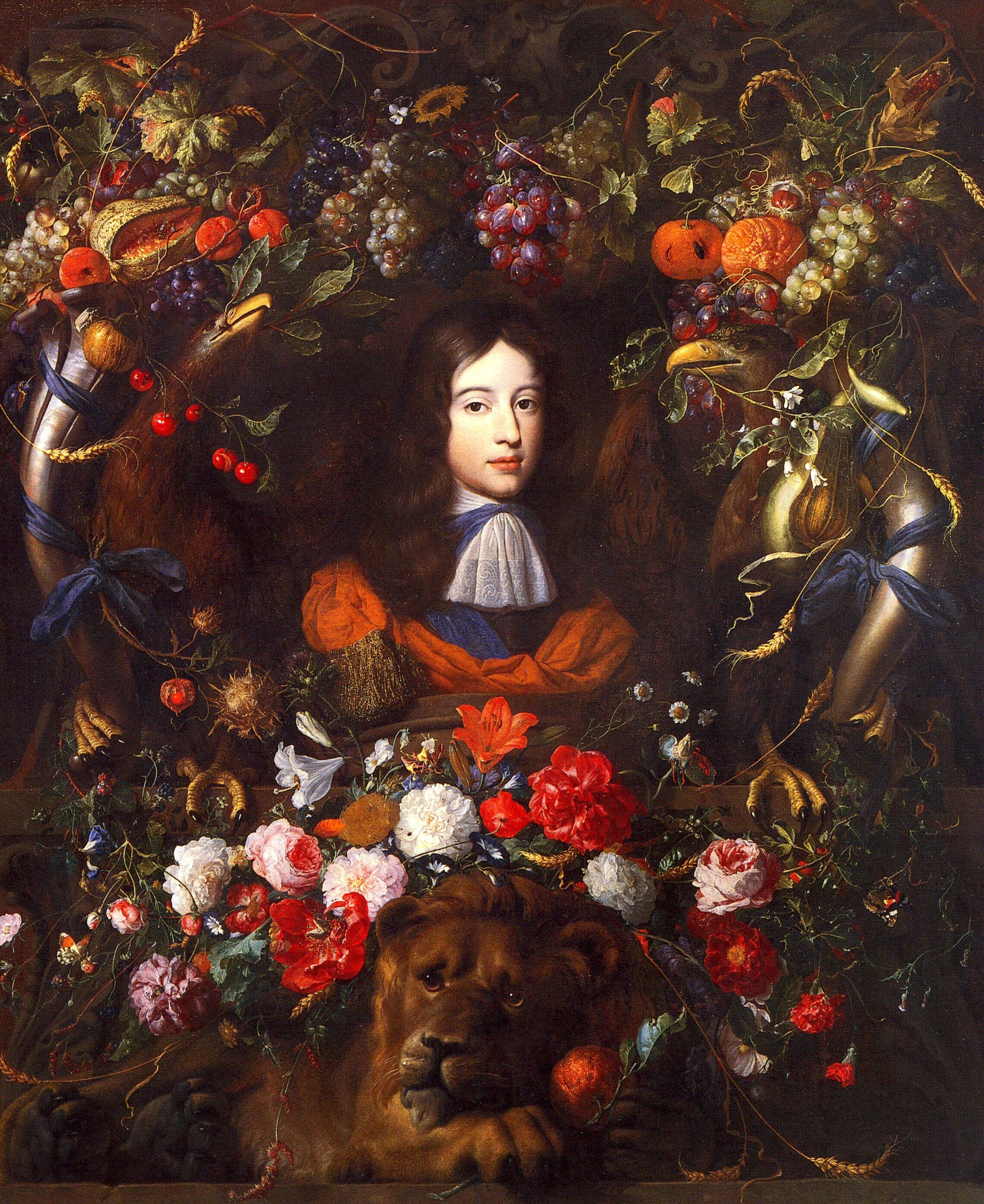
Von Adlern gehaltene Füllhörner als Rahmung eines Porträts von Wilhelm von Oranien (Gemälde von Jan Davidsz. de Heem)
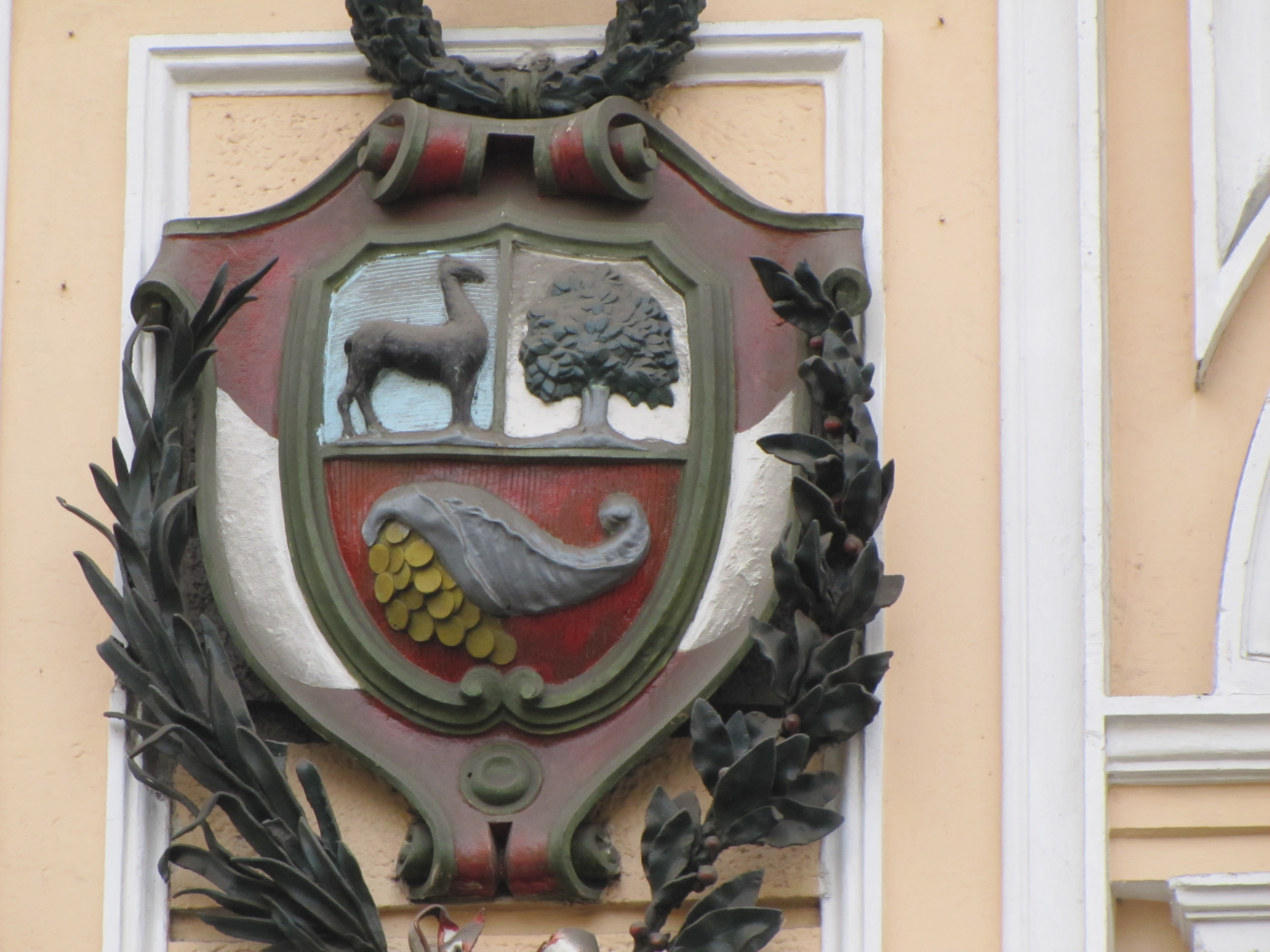
Füllhorn als Wappenfigur, hier im Staatswappen von Peru mit Goldstücken …
… oder im (farbigen) Stadtwappen von Charkiw auch mit Früchten

## Numismatik
In der Numismatik ist das Füllhorn das Zeichen für die französische Münzprägestätte Établissement Monétaire du Pessac und 2007 bis 2010 auch für die finnische Münzprägestätte Suomen Rahapaja Oy in Vantaa.